# ماجد بن عبد العزيز بن ناصر التركي
ماجد بن عبد العزيز التركي هو باحث أكاديمي سعودي.

## المناصب
- رئيس مركز الإعلام والدراسات العربية ـ الروسية
- عضو مجلس إدارة المركز الوطني لأبحاث الشباب.
- عضو الأمانة العامة الدائمة لمؤتمر زعماء أتباع الأديان ــ في كازاخستان.
- عضو الجمعية السعودية للاتصال والإعلام.
- محكم علمي لعدد من المؤسسات العلمية ومراكز البحوث.

## الدراسات الإعلامية والصحفية
1. برامج العمل الإسلامي في الغرب، (والنموذج السعودي).
2. السياسة الإعلامية السعودية: المبادئ وتلبيتها لحاجات المجتمع.
3. الانفتاح الروسي: السير في الاتجاه المعاكس، جريدة الشرق الأوسط.
4. العمل الخيري التطوعي: مسؤولية الترشيد، وضرورة البديل .
5. روسيا: مرحلة الاستقرار، والصوت العربي المحترف، جريدة الشرق الأوسط.
6. مستقبل العلاقات السعودية الروسية .
7. المراكز الإسلامية في العالم: (إعادة التنظيم الطريق لتحقيق الرسالة).
8. حقوق الإنسان في المملكة العربية السعودية.
9. تبعة حمل الأفكار الكبرى، (على هامش مؤتمر الشيخ/محمد بن عبد الوهاب في برمنجهام).
10. مستقبل الاعتماد على الذات العربية، جريدة الشرق الأوسط.
11. أفغانستان: نفق لا نهاية له، فماذا بقي؟؟!!
12. روسيا والعالم الإسلامي في طريق الرؤية الإستراتيجية.
13. الانتخابات الإيرانية: نتائج القوة والنفوذ جريدة الشرق الأوسط.
14. الخليج العربي في الأجندة الإيرانية، جريدة الشرق الأوسط.
15. مؤتمر حوار زعماء أتباع الأديان: رؤية كازاخية، وتوافق سعودي (جريدة الشرق الأوسط).
16. كازاخستان: تشغل موقع الرئاسة في أوروبا«دولة مسلمة تحمل مهمات رائدة» (جريدة الشرق الأوسط).
17. ثورات الشعوب العربية: من الاستعمار إلى الاستبداد، (23 فبراير 2011م).
18. جنوح إيران وطموح تركيا (الأقرب والأخطر على المسار الخليجي)، جريدة الشرق الأوسط.
19. مراكز القوى في التحولات الإقليمية، وإرادة التغيير الذاتي، جريدة الحياة. .
20. الليبرالية والليبراليون: (مشروع قيادة العالم العربي).

## المؤهلات العلمية
دكتوراه الفلسفة في السياسات الإعلامية، كلية الإعلام والاتصال بجامعة الإمام بالمملكة العربية السعودية 1998م.
1. دكتوراه الدولة في العلوم السياسية، جامعة موسكو، 2004 م.
2. ماجستير / صحافة، جامعة الإمام بالرياض/ 1408هـ، 1988م.
3. بكالوريوس/ صحافة وعلاقات عامة، جامعة الإمام ــ الرياض /1405هـ، 1985م.
4. دبلوم / اللغة الإنجليزية، معهد الإدارة العامة ــ الرياض/ 1420هـ، 1999م.
5. دورة في اللغة الروسية / معهد بوشكين ــ موسكو / 1417هـ، 1997م.
6. دكتوراه الشرف في العلوم السياسية، جامعة آلماتا (أباي)، كازاخستان / 2002 م.
7. درجة الأستاذية الفخرية في العلوم، جامعة آلماتا (أباي)، كازاخستان/2002 م.
8. عضو أكاديمي في أكاديمية العلوم الاجتماعية الروسية، منذ العام/ 2009م.
9. درجة الأستاذية الفخرية، جامعة يوروآسيا الحكومية، المسماة / جميلوف، كازاخستان، أستانا / 2008 م.
10. ميدالية الدولة الفخرية الممنوحة من رئيس جمهورية كازاخستان/ نور سلطان زرباييف، (بتاريخ 10/نوفمبر/2011م)، تقديرا للجهود في تطوير علاقات البلدين.
11. وسام الصداقة الروسي، بقرار من الرئيس/ فلاديمير بوتين، 2016م

## الإنتاج العلمي والإعلامي

### الإصدارات العلمية
1. كتاب / الإعلام السعودي: سياسته الإعلامية وأنظمته الصحفية.
2. كتاب / سياسات الإعلام: الاحتياجات والأولويات.
3. كتاب/ العلاقات السعودية الروسية: في ضوء المتغيرات الإقليمية والدولية:(1926 ـ 2007م).
4. كتاب / تدابير تحقيق السياسات، (صدر باللغتين العربية والروسية).
5. كتاب / مقدمات علمية لدراسي الإعلام.
6. كتاب / مقدمات علمية لدارسي الصحافة.
7. كتاب / الإعلام الروسي المعاصر: (اتجاهاته ومراحله).
8. كتاب / الإعلام والعمل التطوعي: (دراسة لدور الإعلام في تفعيل العمل التطوعي)
9. كتاب / قراءة في العلاقات السعودية والروسية، (باللغتين العربية والروسية).
10. كتاب / نظير تورياكولف: مبعوث الاتحاد السوفييتي في المملكة العربية السعودية: (1928 ـ 1935م): رسائل يوميات تقارير.
11. كتاب / العلاقات السعودية السوفييتية: (1920 ـ 1930م) باللغة الروسية.
12. كتاب / الإصلاحات في المملكة العربية السعودية وعملية التغريب في روسيا، بالتعاون مع الدكتور إلكسندر ياكوفليف، صدر باللغتين العربية والإنجليزية.
13. كتاب / إصلاحات الملك فهد: رؤى علمية للمثقفين الروس (باللغة الروسية).
14. كتاب / الملك عبد الله بن عبد العزيز في موسكو: زيارة تاريخية: ومهمات إستراتيجية
15. كتاب / نور السلطة في كازاخستان: الرئيس نور سلطان نزربايف، (باللغات العربية والروسية والكزخية).
16. كتاب / الأمير سلطان بن عبد العزيز في روسيا (إصدار علمي وثائقي) 2008 م.
17. كتاب / السفير نظير تورياكولف: صانع تاريخ تركستان (1982 ــ 1938 م).
18. كتاب / عهد الملك سعود: رؤية سوفييتية، بالاشتراك مع د. كوساش.
19. كتاب/ القيادة السياسية السوفيتية:(من لينين إلى غورباتشوف) 2012م.
20. السعودية وروسيا: بواعث العلاقات وتحدياتها، باللغتين العربية والروسية/ 2017م

### كتب تحت الإعداد
1. العلاقات السعودية السوفييتية: في جريدة أم القرى، (1926ـ 1938م).
2. العلاقات السعودية السوفيتية، في السياسة الخارجية للملك عبد العزيز،(ورقة علمية).
3. الفيصل وتورياكولوف: وزير وسفير صنعا الإرث التاريخي للعلاقات السعودية الروسية.
4. السياسة الإعلامية في المملكة العربية السعودية: قراءة تحليلية .

### الإصدارات العلمية التي تم الإشراف على ترجمتها وتقديمها للعربية
1. كتاب / السياسة الخارجية السعودية: وعملية صنع القرار السعودي، تأليف / كوساش، وميلكوميان، صدر عن معهد الدراسات الدبلوماسية بوزارة الخارجية.
2. كتاب / موسكو المسلمة: ماضيها وحاضرها، تأليف د. فريد أسد اللين، صدر عن دار الفيصل، بمركز الملك فيصل للبحوث والدراسات الإسلامية .
3. كتاب/الرئيس حيدر علييف والسياسة الدينية في أذربيجان تأليف/ هدايات أوروجوف.
4. الإسلام في روسيا: التاريخ ـ الآفاق ـ القلق، صادر عن المسبار للبحوث والدراسات ـ دبي ديسمبر 2013م.

## الدراسات الإعلامية والصحفية
1. برامج العمل الإسلامي في الغرب، (والنموذج السعودي).
2. السياسة الإعلامية السعودية: المبادئ وتلبيتها لحاجات المجتمع .
3. الانفتاح الروسي: السير في الاتجاه المعاكس، جريدة الشرق الأوسط .
4. العمل الخيري التطوعي: مسؤولية الترشيد، وضرورة البديل .
5. روسيا: مرحلة الاستقرار، والصوت العربي المحترف، جريدة الشرق الأوسط .
6. مستقبل العلاقات السعودية الروسية .
7. المراكز الإسلامية في العالم: (إعادة التنظيم الطريق لتحقيق الرسالة).
8. حقوق الإنسان في المملكة العربية السعودية .
9. تبعة حمل الأفكار الكبرى، (على هامش مؤتمر الشيخ/محمد بن عبد الوهاب في برمنجهام).
10. مستقبل الاعتماد على الذات العربية، جريدة الشرق الأوسط .
11. أفغانستان: نفق لا نهاية له، فماذا بقي ؟؟!!
12. روسيا والعالم الإسلامي في طريق الرؤية الإستراتيجية.
13. الانتخابات الإيرانية: نتائج القوة والنفوذ جريدة الشرق الأوسط .
14. الخليج العربي في الأجندة الإيرانية، جريدة الشرق الأوسط.
15. مؤتمر حوار زعماء أتباع الأديان: رؤية كازاخية، وتوافق سعودي (جريدة الشرق الأوسط).
16. كازاخستان : تشغل موقع الرئاسة في أوروبا«دولة مسلمة تحمل مهمات رائدة» (جريدة الشرق الأوسط).
17. ثورات الشعوب العربية : من الاستعمار إلى الاستبداد، (23 فبراير 2011م).
18. جنوح إيران وطموح تركيا (الأقرب والأخطر على المسار الخليجي)، جريدة الشرق الأوسط .
19. مراكز القوى في التحولات الإقليمية، وإرادة التغيير الذاتي، جريدة الحياة. .
20. الليبرالية والليبراليون : (مشروع قيادة العالم العربي).

### دراسات غير منشورة
1. إستراتيجية العمل والعلاقات السعودية الخارجية لمواجهة الحملات المعادية .
2. البرنامج السعودي للمساعدات الإنسانية .
3. الملامح الرئيسية لإستراتيجية مقترحة لبرامج العمل: في روسيا والجمهوريات المستقلة .
4. تحليل وضع الإسلام في روسيا الاتحادية والجمهوريات المستقلة .
5. برامج العمل الخارجي وضرورة المراجعة والتقويم .
6. العمل الإغاثي الدولي والمبادرات السعودية .
7. المملكة العربية السعودية في الإعلام والرأي العام الروسي .
8. المؤسسات الخيرية في المملكة العربية السعودية .
9. العلاقات السعودية الروسية: طريق روسيا نحو العالم الإسلامي.
10. قراءة ومراجعة للتعاطي الرسمي والإعلامي السعودي مع أحداث (30 يونيو) في مصر.

## المؤتمرات والندوات
1. عضو اللجنة التحضيرية ، ورئيس اللجنة الإعلامية لمؤتمر التعليم الإسلامي في روسيا والجمهوريات المستقلة ، موسكو / 1412 هـ ،(بالتعاون بين جامعة الإمام والمركز الثقافي الروسي).
2. رئيس اللجنة التحضيرية لمؤتمر العمل الإسلامي وضرورة التنسيق ، موسكو / 1415 هـ ، (بالتعاون بين وزارة الشؤون الإسلامية، ومجلس التنسيق الإسلامي الروسي).
3. عضو اللجنة التحضيرية ، ورئيس اللجنة الإعلامية للندوة الدولية لمصادر المعلومات عن العالم الإسلامي، الرياض / 1419 هـ، (بالتعاون بين مكتبة الملك عبد العزيز العامة، ووزارة الشؤون الإسلامية، والبنك الإسلامي للتنمية).
4. رئيس اللجنة التحضيرية لمؤتمر (الإسلام دين السلام)، موسكو / 1426 هـ، (بالتعاون بين وزارة الشؤون الإسلامية ، وجامعة العلاقات الدولية الروسية، والمركز الإسلامي الروسي للسلام)
5. رئيس حلقة نقاش: (العلاقات السعودية الروسية: الواقع والتطلعات)، الرياض / 1426هـ ، بمعهد الدراسات الدبلوماسية بوزارة الخارجية.
6. عضو اللجنة التحضيرية الدائمة لمؤتمر زعماء الأديان في كازاخستان، وعضو فريق العمل .
7. المشاركة في فعاليات المنتدى الإعلامي الأورو آسيوي السنوي ، في ألماتي.
8. المشاركة في أعمال الأمانة العامة لمؤتمر زعماء أتباع الأديان في دوراته العشر الماضية، ومؤتمرات زعماء أتباع الأديان.
9. المشاركة في تأسيس مجلس زعماء أتباع الأديان في كازاخستان.

## وصلات خارجية
- الدكتور ماجد بن عبد العزيز التركي يتحدث عن نتائج مؤتمر موسكو في موضوع الإسلام دين السلام
- العمل الخيري التطوعي : مسؤولية الترشيد ، وضرورة البديل .
- مستقبل العلاقات السعودية الروسية .
- العلاقات السعودية - الروسية تتأسس على أرضية قوية صلبة زيارة الأمير سلطان إلى موسكو تفتح آفاقاً أوسع للتعاون